# Metro v Santo Domingu

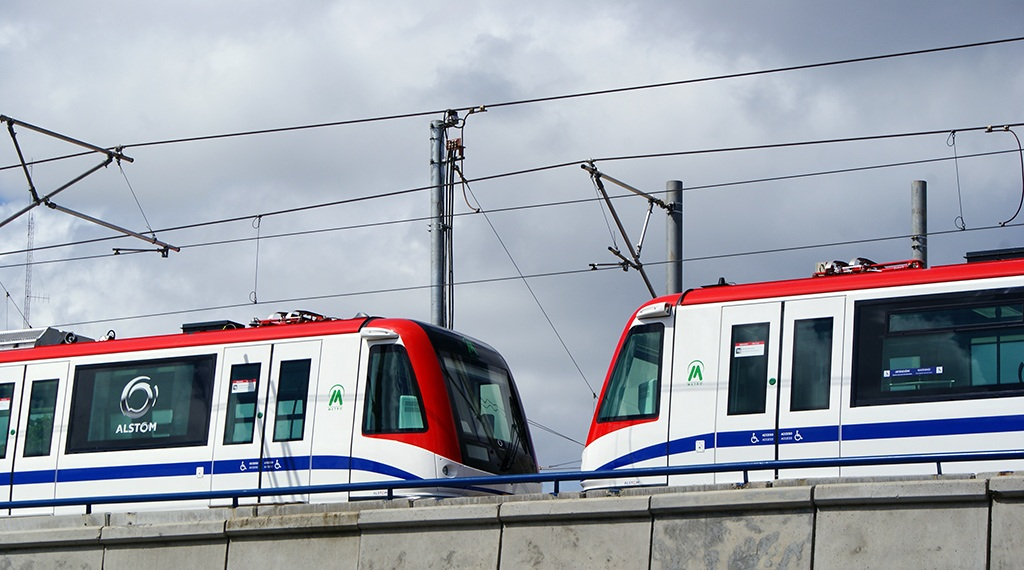
Vozy Alstom Metrópolis při testování

Metro v Santo Domingu (španělsky: Metro de Santo Domingo) je systém metra v aglomeraci města Santo Domingo v Dominikánské republice. Má celkem 48,5 kilometrů, 34 stanic a 2 linky. Denně přepraví 173 070 lidí a ročně 61 270 054. Vozový park je tvořen vozy Alstom Metrópolis 9000.

## Linky
Metro v Santo Domingu má celkem 2 linky (linku 1 a linku 2), do budoucna se také chystá postavit 4 další linky. Metro má jednu přestupní stanici: Centro Olímpico Juan Pablo Duarte.

### Linka 1
Byla otevřena v roce 2008, má 14,5 kilometru a 16 stanic.
- Mamá Tingó
- Gregorio Urbano Gilbert
- Gregorio Luperón
- José Francisco Peña Gómez
- Hermanas Mirabal
- Máximo Gómez
- Los Taínos
- Pedro Livio Cedeño
- Manuel Arturo Peña Batlle
- Juan Pablo Duarte
- Juan Bosch
- Casandra Damirón
- Joaquín Balaguer
- Amín Abel
- Francisco Alberto Caamaño
- Centro de los Héroes

### Linka 2
Byla otevřena v roce 2013, má 34 kilometrů a 18 stanic.
- María Montez
- Pedro Francisco Bonó
- Francisco Gregorio Billini
- Ulises Francisco Espaillat
- Pedro Mir
- Freddy Beras Goico
- Juan Ulises García Saleta
- Juan Pablo Duarte
- Colonel Rafael Tomás Fernández
- Mauricio Báez
- Ramón Cáceres
- Horacio Vásquez
- Manuel de Jesús Galván
- Eduardo Brito
- Ercilia Pepin
- Rosa Duarte
- Trina de Moya de Vasquez
- Concepción Bona